# Olympische Jugend-Winterspiele 2016/Teilnehmer (Kasachstan)
| Gelbes Symbol für Goldmedaillen mit stilisierten Olympischen Ringen | Graues Symbol für Silbermedaillen mit stilisierten Olympischen Ringen | Braundes Symbol für Bronzemedaillen mit stilisierten Olympischen Ringen |
| ------------------------------------------------------------------- | --------------------------------------------------------------------- | ----------------------------------------------------------------------- |
| —                                                                   | —                                                                     | 2                                                                       |

Kasachstan nahm an den Olympischen Jugend-Winterspielen 2016 im norwegischen Lillehammer mit 17 Athleten in neun Sportarten teil.

## Medaillen
Mit zwei gewonnenen Bronzemedaillen belegte das kasachische Team Platz 26 im Medaillenspiegel.

## Sportarten

### Biathlon
| Athleten                 | Wettbewerb           | Zeit (Schießfehler) | Rang   |
| ------------------------ | -------------------- | ------------------- | ------ |
| Jungen                   |                      |                     |        |
| Iwan Darin               | 7,5 km Sprint        | 21:06,6 min (3)     | 26     |
| Iwan Darin               | 10 km Verfolgung     | 35:16,3 min (10)    | 39     |
| Mädchen                  |                      |                     |        |
| Jewgenija Krassikowa     | 6 km Sprint          | 19:37,8 min (2)     | 15     |
| Jewgenija Krassikowa     | 7,5 km Verfolgung    | 26:46,3 min (3)     | 10     |
| Arina Pantowa            | 6 km Sprint          | 18:40,6 min (2)     | Bronze |
| Arina Pantowa            | 7,5 km Verfolgung    | 26:20,8 min (6)     | 7      |
| Gemischt                 |                      |                     |        |
| Arina Pantowa Iwan Darin | Single Mixed-Staffel | 45:25,2 min (9+18)  | 17     |

### Eiskunstlauf
| Athleten              | Wettbewerb | Kurzprogramm | Kurzprogramm | Free Skating | Free Skating | Gesamt | Gesamt |
| Athleten              | Wettbewerb | Punkte       | Rang         | Punkte       | Rang         | Punkte | Rang   |
| --------------------- | ---------- | ------------ | ------------ | ------------ | ------------ | ------ | ------ |
| Mädchen               |            |              |              |              |              |        |        |
| Elisabet Tursynbajewa | Einzel     | 59,11        | 2            | 108,77       | 3            | 167,88 | Bronze |

### Eisschnelllauf
| Athleten           | Wettbewerb  | Durchgang 1 | Durchgang 1 | Durchgang 2 | Durchgang 2 | Gesamt      | Gesamt |
| Athleten           | Wettbewerb  | Zeit        | Rang        | Zeit        | Rang        | Zeit        | Rang   |
| ------------------ | ----------- | ----------- | ----------- | ----------- | ----------- | ----------- | ------ |
| Jungen             |             |             |             |             |             |             |        |
| Änuar Muchamadejew | 500 m       | 38,72 s     | 24          | 38,50 s     | 22          | 77,229 s    | 23     |
| Änuar Muchamadejew | 1500 m      |             |             |             |             | 1:59,51 min | 22     |
| Änuar Muchamadejew | Massenstart |             |             |             |             | 5:58,17 min | 21     |
| Mädchen            |             |             |             |             |             |             |        |
| Marija Gromowa     | 500 m       | 43,72 s     | 24          | 44,24 s     | 25          | 87,96 s     | 25     |
| Marija Gromowa     | 1500 m      |             |             |             |             | 2:23,03 min | 26     |
| Marija Gromowa     | Massenstart |             |             |             |             | 6:03,40 min | 20     |

### Freestyle-Skiing

#### Skicross
| Athleten           | Wettbewerb | Qualifikation | Qualifikation | Vorlauf            | Vorlauf            | Halbfinale         | Finale             |
| Athleten           | Wettbewerb | Zeit          | Rang          | Punkte             | Rang               | Position           | Position           |
| ------------------ | ---------- | ------------- | ------------- | ------------------ | ------------------ | ------------------ | ------------------ |
| Jungen             |            |               |               |                    |                    |                    |                    |
| Olzhas Kairat      | Skicross   | 49,11 s       | 18            | nicht qualifiziert | nicht qualifiziert | nicht qualifiziert | nicht qualifiziert |
| Mädchen            |            |               |               |                    |                    |                    |                    |
| Aischan Sapijanowa | Skicross   | 50,37 s       | 15            | 7                  | 14                 | nicht qualifiziert | nicht qualifiziert |

### Rennrodeln
| Athleten                            | Wettbewerb   | Durchgang 1 | Durchgang 1 | Durchgang 2 | Durchgang 2 | Gesamt       | Gesamt |
| Athleten                            | Wettbewerb   | Zeit        | Rang        | Zeit        | Rang        | Zeit         | Rang   |
| ----------------------------------- | ------------ | ----------- | ----------- | ----------- | ----------- | ------------ | ------ |
| Jungen                              |              |             |             |             |             |              |        |
| Roman Jefremow Denis Tatjantschenko | Doppelsitzer | 54,235 s    | 9           | 54,725 s    | 13          | 1:48,960 min | 11     |
| Mädchen                             |              |             |             |             |             |              |        |
| Anastassija Bogatschowa             | Einsitzer    | 55,953 s    | 18          | 55,685 s    | 18          | 1:51,638 min | 18     |

### Shorttrack
| Athleten               | Wettbewerb | Viertelfinale | Viertelfinale | Halbfinale   | Halbfinale | Finale       | Finale |
| Athleten               | Wettbewerb | Zeit          | Rang          | Zeit         | Rang       | Zeit         | Rang   |
| ---------------------- | ---------- | ------------- | ------------- | ------------ | ---------- | ------------ | ------ |
| Jungen                 |            |               |               |              |            |              |        |
| Yerkebulan Shamukhanov | 500 m      | 44,170 s      | 3             | -            | 4          | 44,916 s     | 12     |
| Yerkebulan Shamukhanov | 1000 m     | -             | 4             | 1:41,000 min | 2          | 1:35,420 min | 9      |
| Mädchen                |            |               |               |              |            |              |        |
| Anita Nagai            | 500 m      | 48,463 s      | 4             | 1:05,766 min | 2          | 48,103 s     | 11     |
| Anita Nagai            | 1000 m     | 1:41,290 min  | 2             | 1:40,894 min | 4          | 1:42,693 min | 9      |

### Ski Alpin
| Mädchen            |              |             |     |                    |                    |                    |                    |
| Jekaterina Karpowa | Super-G      |             |     |                    |                    | 1:20,07 min        | 31                 |
| Jekaterina Karpowa | Riesenslalom | 1:27,56 min | 29  | 1:23,94 min        | 25                 | 2:51,50 min        | 25                 |
| Jekaterina Karpowa | Slalom       | DNF         | DNF | nicht qualifiziert | nicht qualifiziert | nicht qualifiziert | nicht qualifiziert |
| Jekaterina Karpowa | Kombination  | 1:21,76 min | 29  | 54,43 s            | 23                 | 2:16,19 min        | 22                 |

### Skilanglauf
| Athleten             | Wettbewerb       | Qualifikation | Qualifikation | Viertelfinale | Viertelfinale | Halbfinale         | Halbfinale         | Finale             | Finale             |
| Athleten             | Wettbewerb       | Zeit          | Rang          | Zeit          | Rang          | Zeit               | Rang               | Zeit               | Rang               |
| -------------------- | ---------------- | ------------- | ------------- | ------------- | ------------- | ------------------ | ------------------ | ------------------ | ------------------ |
| Jungen               |                  |               |               |               |               |                    |                    |                    |                    |
| Iwan Ljuft           | Cross            | 3:12,36 min   | 10            |               |               | 3:06,96 min        | 2                  | 3:08,99 min        | 8                  |
| Iwan Ljuft           | Sprint klassisch | 3:03,63 min   | 8             | 3:03,10 min   | 2             | 2:58,07 min        | 4                  | nicht qualifiziert | nicht qualifiziert |
| Iwan Ljuft           | 10 km Freistil   |               |               |               |               |                    |                    | 25:20,8 min        | 11                 |
| Mädchen              |                  |               |               |               |               |                    |                    |                    |                    |
| Anschelika Tarassowa | Cross            | 3:47,95 min   | 16            |               |               | 3:48,55 min        | 7                  | nicht qualifiziert | nicht qualifiziert |
| Anschelika Tarassowa | Sprint klassisch | 3:39,51 min   | 15            | 3:37,20 min   | 4             | nicht qualifiziert | nicht qualifiziert | nicht qualifiziert | nicht qualifiziert |
| Anschelika Tarassowa | 5 km Freistil    |               |               |               |               |                    |                    | 14:07,02 min       | 14                 |

### Skispringen
| Athleten           | Wettbewerb    | Erste Runde | Erste Runde | Erste Runde | Finale | Finale | Finale | Gesamt | Gesamt |
| Athleten           | Wettbewerb    | Weite       | Punkte      | Rang        | Weite  | Punkte | Rang   | Punkte | Rang   |
| ------------------ | ------------- | ----------- | ----------- | ----------- | ------ | ------ | ------ | ------ | ------ |
| Jungen             |               |             |             |             |        |        |        |        |        |
| Sergei Tkatschenko | Normalschanze | 85,0 m      | 95,3        | 12          | 82,5 m | 91,0   | 14     | 186,3  | 14     |